# Jordi Guillem de Brunsvic-Lüneburg
Jordi Guillem de Brunsvic-Lüneburg (en alemany Georg Wilhelm von Braunschweig-Lüneburg) va néixer a Herzberg am Harz el 26 de gener de 1624 i va morir a Wienhausen el 28 d'agost de 1705. Va ser un noble alemany, el segon fill del duc Jordi de Brunsvic-Luneburg (1582-1641) i d'Anna Elionor de Hessen-Darmstadt
(1601-1659).
El 1648, va rebre Calenberg del seu germà gran,  Cristià Lluís, quan aquest havia heretat el principat de Lüneburg. A la mort de Cristià Lluís, el 1665, Jordi Guillem va heretar Lüneburg, i va cedir Calenberg al seu germà petit,  Joan Frederic. El 1672, Jordi Guillem va comprar a la familia noble Grote tres illes fluvials a l'Elba davant Hamburg. Per a poder desenvolupar-les va fer construir dics i crear pòlders cultivables. Al centre va crear la ciutat de Wilhelmsburg (= burg de Guillem). En donar-la a la seva filla, ella va obtenir el títol de comtessa.
No volia casar-se, però el seu desig de millorar la condició de la seva amant Elionor Desmier d'Olbreuse, senyora d'Harburg i després comtessa de Wilhelmsburg, i de la seva filla  Sofia Dorotea van fer que es casés el 1676 en contra de la voluntat de la seva família, ja que veia perillar la unió dels diferents territoris de Lüneburg. Aquest contratemps va poder ser superat el 1682 quan va casar la seva filla amb el seu nebot,  Jordi Lluís, que més tard es va convertir en el rei Jordi I de la Gran Bretanya. Elionor Desmier d'Olbreuse (1639-1722) era filla del senyor d'Olbreuse Alexandre Desmier (1608-1660) i de Jacquette Poussard de Vandré (1610-1648).
Quan el 1689 el duc de Saxònia-Lauenburg Juli Francesc va morir i deixà dues filles,  Anna Maria i  Sibil·la Augusta, Jordi Guillem va reclamar per a ell la successió del ducat, tot i que el seu pare havia establert la base legal per a la successió femenina a Saxònia-Lauenburg. Jordi Guillem va optar per envair el ducat amb les seves tropes, conscient que altres famílies nobles alemanyes reclamaven també el dret a ser-ne successors. Malgrat que l'emperador Leopold I del Sacre Imperi no acceptés el cop de força, al final Jodri Guillem aconseguí consolidar el seu domini en pràcticament la totalitat del ducat.

## Enllaços i referències
- Casa de Welf

1. ↑  Herzog schenkte die größte Flussinsel Europas seiner Tochter, al diari Hamburger Abendblatt, 26 de setembre de 2006, (traducció: Un duc dona l'illa fluvial més llarga d'Europa a sa filla)